# Atlanta Hawks
Gli Atlanta Hawks sono una delle trenta squadre di pallacanestro che militano nella NBA (National Basketball Association), il campionato professionistico di Stati Uniti d'America e Canada.

## Storia

### Primi anni

#### Nascita
La squadra è stata fondata nel 1946 come "Buffalo Bisons", e come arena viene scelto il Memorial Auditorium di Buffalo, nello Stato di New York, ma il 27 dicembre 1946, dopo solo tredici partite nella loro stagione inaugurale, il proprietario Ben Kerner sposta la squadra da Buffalo a Moline, nell'Illinois, a quel tempo situata in un'area metropolitana nota come Tri-Cities (ora nota come Quad Cities). Kerner ribattezza la squadra "Tri-Cities Blackhawks", in ricordo della Guerra di Black Hawk che fu combattuta principalmente in Illinois. I Blackhawks diventano così una delle 17 squadre della neonata NBA, frutto della fusione tra BAA (fondata da 3 anni) e NBL (fondata da 12 anni). I Blackhawks raggiunsero i play-off nella stagione 1949-50, sotto la guida di Red Auerbach. La stagione seguente i Blackhawks scelsero al draft Bob Cousy ma lo cedettero ai Chicago Stags (che lo avrebbero poi girato ai Boston Celtics) mettendo a segno una delle peggiori operazioni nella storia della NBA. Nel 1951, la franchigia si trasferì a Milwaukee, nel Wisconsin, diventando i "Milwaukee Hawks".

#### Era Bob Pettit (1954-1965)
Nel 1954 gli Hawks scelsero al draft Bob Pettit, futuro vincitore del titolo di miglior giocatore dell'anno; nonostante questo, gli Hawks furono per anni una delle squadre peggiori della lega e nel 1955 si trasferirono ancora una volta, questa volta a St. Louis, nel Missouri.
Nel 1957 la squadra avanzò fino alle Finali NBA, dove incontrò i Boston Celtics di coach Red Auerbach, Bob Cousy e del rookie Bill Russell. La serie fu molto combattuta ma alla fine a trionfare furono i Celtics, con vittoria in gara 7 al secondo tempo supplementare. Fu l'inizio della cosiddetta "Dinastia", che dal 1957 al 1969 sarà capace di vincere l'anello 11 volte in 13 anni, di cui 8 consecutivi. Nel 1958 le due squadre si rincontrarono alle Finals. Complice anche l'infortunio di Bill Russell in gara 3, che gli impedì di giocare anche le partite successive, gli Hawks riuscirono a vincere il loro primo (e finora unico) anello della storia, chiudendo la serie finale per 4-2. Da segnalare la grande prestazione di Pettit in gara-6, disputatasi a St. Louis, in cui mise a segno 50 punti davanti ad un pubblico di 10.218 persone.
Nel 1959 la squadra perse le finali di Conference contro i Minneapolis Lakers di Elgin Baylor, ma nel 1960, sotto la guida di Ed Macauley, tornò alle finali NBA. Gli Hawks trovarono nuovamente i Celtics di Russell, alla loro quarta finale consecutiva. Si arrivò fino a gara 7, ma alla fine prevalse Boston per 4-3. Con l'acquisizione del rookie Lenny Wilkens l'anno successivo, gli Hawks ribadirono il loro successo nella Western Conference, e alle finali incontrarono ancora una volta i Celtics. Questa volta però non ci fu storia, e Boston vinse con un netto 4-1. Questa è tuttora l'ultima esperienza alle finali NBA per gli Hawks.
Nelle successive stagioni la squadra si confermò come una delle squadre NBA più forti (ad eccezione della deludente annata 1961-62), ma non riuscì a tornare alle Finals e a lottare per la conquista dell'anello. Al termine dell'annata 1964-65 Bob Pettit decise di ritirarsi dopo 11 stagioni in NBA, tutte giocate con gli Hawks.

#### Ultime stagioni a St. Louis (1965-1968)
A seguito del ritiro di Bob Pettit gli Hawks si confermarono una delle squadre più forti della lega, ma non riuscirono ad andare oltre le finali di Conference.
Nonostante i successi, Kerner iniziò a pensare di lasciare il vecchio Kiel Auditorium (impianto da 10.000 posti). Gli Hawks avevano già giocato occasionalmente nella St. Louis Arena (per lo più contro avversari importanti), ma Kerner non era disposto a trasferirsi definitivamente perché l'impianto non era mantenuto bene dagli anni quaranta. Kerner voleva trasferire la squadra in un nuovo impianto per aumentare le vendite, ma fu respinto dalla città diverse volte.
Nel 1968, la squadra fu venduta a Tom Cousins e al Governatore della Georgia Carl Sanders, che trasferirono la squadra ad Atlanta, in Georgia.

### Atlanta Hawks (1968-presente)

#### Primi anni
Mentre una nuova arena era in costruzione, la squadra trascorse le sue prime quattro stagioni giocando nel Georgia Tech's Alexander Memorial Coliseum che ha una capienza di 16.500 posti. Nella stagione 1969-70 vinsero la Western Division con un record di 48-34. Cousins fece quindi costruire l'Omni Coliseum (16.500 posti), che gli Hawks condividevano con la squadra di hockey degli Atlanta Flames. L'Omni Coliseum venne inaugurato nel 1972 ed era la prima parte di un complesso sportivo, di uffici, di hotel e di negozi, la maggior parte del quale è ora la sede della CNN.
Negli anni successivi al trasferimento ad Atlanta si misero in mostra negli Hawks giocatori del calibro di Pete Maravich e Lou Hudson. Tuttavia, dopo questo periodo di successi, la squadra visse anni di ricostruzione. Nel 1975 gli Hawks ottennero la prima e la terza scelta al draft, ma grande fu la delusione quando entrambi i giocatori selezionati, David Thompson e Marvin Webster, firmarono con squadre dell'American Basketball Association (ABA).
Nel 1977 l'imprenditore televisivo e proprietario degli Atlanta Braves Ted Turner acquistò gli Hawks e ingaggiò Hubie Brown come allenatore. Gli Hawks erano allora l'unica squadra di NBA situata nel sud-est degli Stati Uniti, così come i Braves in MLB. Turner fu fondamentale per far rimanere le due squadre ad Atlanta. Nel 1978 Brown vinse il premio Coach of the Year. Nella stagione 1979-80 gli Hawks, con un record di 50-32, vinsero la Central Division; era il loro primo titolo in Central Division e il secondo nella città di Atlanta.

#### Era Dominique Wilkins
Nel 1982 gli Hawks ingaggiarono la stella Dominique Wilkins e un anno dopo ingaggiarono Mike Fratello come allenatore. A causa di problemi all'impianto gli Hawks giocarono 12 partite della stagione 1984-85 nella Lakefront Arena di New Orleans, in Louisiana. Le partite in Louisiana furono pagate 1,2 milioni di dollari da Barry Mendelson con un bilancio di 6-6 per gli Hawks. Durante questo periodo Wilkins vinse lo Slam Dunk Contest nel 1985 e nel 1990, ingaggiando una iconica rivalità con Michael Jordan. Nel 1986 fu un altro giocatore degli Hawks, il piccolo Spud Webb, a vincere Slam Dunk Contest, mentre Mike Fratello vinse il premio di Coach of the Year.
Tra il 1985 e il 1989 gli Hawks furono tra le migliori squadre NBA, vincendo sempre almeno 50 partite in regular season, ma ai playoff i risultati furono sempre deludenti. Tra l'86 e l'88 la squadra arrivò alle semifinali di conference, ma fu sempre eliminata dai Boston Celtics e dai Detroit Pistons, mentre nell'89 l'eliminazione arrivò al primo turno, per mano dei Milwaukee Bucks. Alla stagione 1988-89 seguirono diverse stagioni mediocri, fino a quando nel 1993 viene ingaggiato come allenatore Lenny Wilkens. Nella stagione 1993-94 gli Hawks vissero il loro quarto titolo di Division (terzo di Central Division) con 57 vittorie e Wilkens fu Coach of the Year, ma ancora una volta vennero eliminati in semifinale di Conference dagli Indiana Pacers per 4-2. Questa stagione segnò anche l'addio di Dominique Wilkins, ceduto in cambio di Danny Manning, che lascerà a sua volta gli Hawks a fine stagione da free agent, venendo ingaggiato dai Phoenix Suns.

#### Declino
Nel 1995 Lenny Wilkens batté il record (precedentemente detenuto da Red Auerbach) di vittorie per un allenatore in NBA vincendo la partita numero 939. Nel 1997 e nel 1998 gli Hawks vinsero più di 50 partite a stagione, con il centro Dikembe Mutombo che in entrambi gli anni vinse il Defensive Player of the Year, mentre l'ala Alan Henderson fu premiata come Most Improved Player. Gli Hawks vinsero inoltre 31 partite nella stagione 1998-99, iniziata in ritardo a causa del Lockout NBA, ma non riuscirono mai ad andare oltre al secondo turno nei play-off.
Nel 1999 gli Hawks cedettero ai Portland Trail Blazers Steve Smith in cambio di Isaiah Rider e Jim Jackson; Smith era stato uno dei giocatori più popolari degli anni novanta e aveva da poco ottenuto la J. Walter Kennedy Citizenship per le sue opere di carità. Al contrario Rider ebbe numerosi problemi comportamentali dentro e fuori dal campo finché gli Hawks decisero di tagliarlo. Inoltre gli Hawks la stagione successiva cedettero anche Jim Jackson; gli Hawks entrarono in una profonda crisi, che li farà mancare dai play-off per 9 anni. Nel 2001 gli Hawks selezionano al draft la stella spagnola Pau Gasol con la terza scelta, ma lo cedettero subito ai Memphis Grizzlies per Shareef Abdur-Rahim.

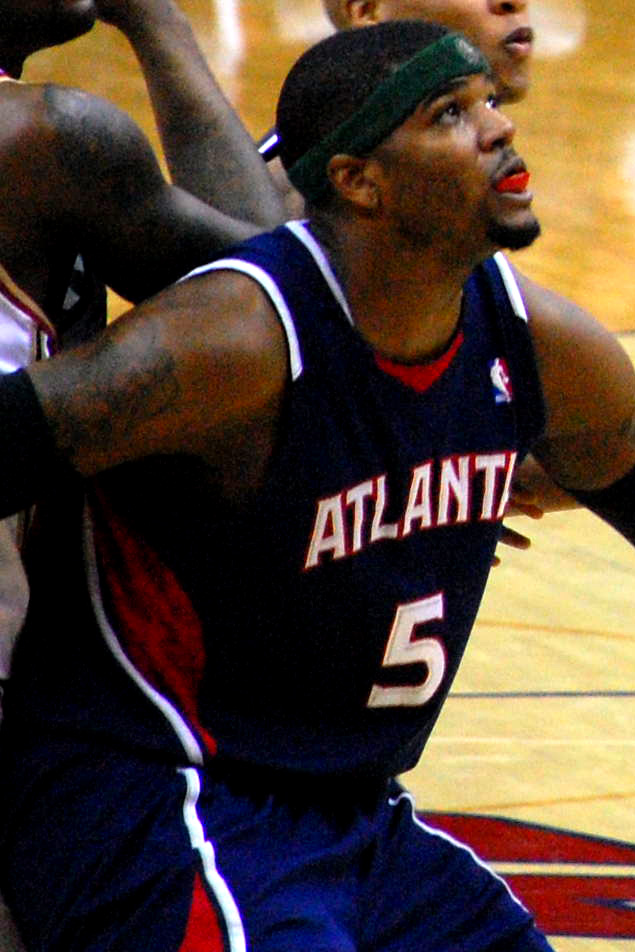
Josh Smith

Nel 2004, curiosamente, gli Hawks ebbero la stella Rasheed Wallace per una sola partita: Wallace era stato ceduto dai Portland Trail Blazers agli Hawks insieme a Wesley Person in cambio di Shareef Abdur-Rahim, Theo Ratliff e Dan Dickau. Dopo la partita Wallace venne ceduto ai Detroit Pistons in un'operazione che coinvolse anche i Boston Celtics. I Pistons cedettero a loro volta la guardia Bobby Sura, il centro Željko Rebrača e una prima scelta al draft, mentre i Celtics cedettero Chris Mills agli Hawks. Nel 2003 gli Hawks ospitarono l'All-Star Weekend e sarà l'ultima squadra ad est a ospitarlo per 9 anni.
Nel settembre 2003 la squadra fu venduta a un gruppo di dirigenti della AOL Time Warner, assieme alla squadra di hockey su ghiaccio degli Atlanta Thrashers, con i quali gli Hawks condividevano il palazzetto. Nonostante il cambio di proprietà gli Hawks continuarono a faticare. Nella stagione 2004-05 gli Hawks, con appena 13 vittorie (5 in meno di Charlotte Bobcats e New Orleans Hornets), conclusero con il peggior record nella lega. Lo stesso anno Josh Smith (giocatore degli Hawks) vinse lo Slam Dunk Contest.
Nonostante il peggior record, gli Hawks ottennero solo la seconda scelta al draft 2005 (la prima andò ai Milwaukee Bucks). Gli Hawks scelsero Marvin Williams da University of North Carolina. L'anno precedente gli Hawks avevano scelto Josh Smith e Josh Childress, mentre nel draft 2006 gli Hawks selezionano con la quinta scelta Shelden Williams da Duke.

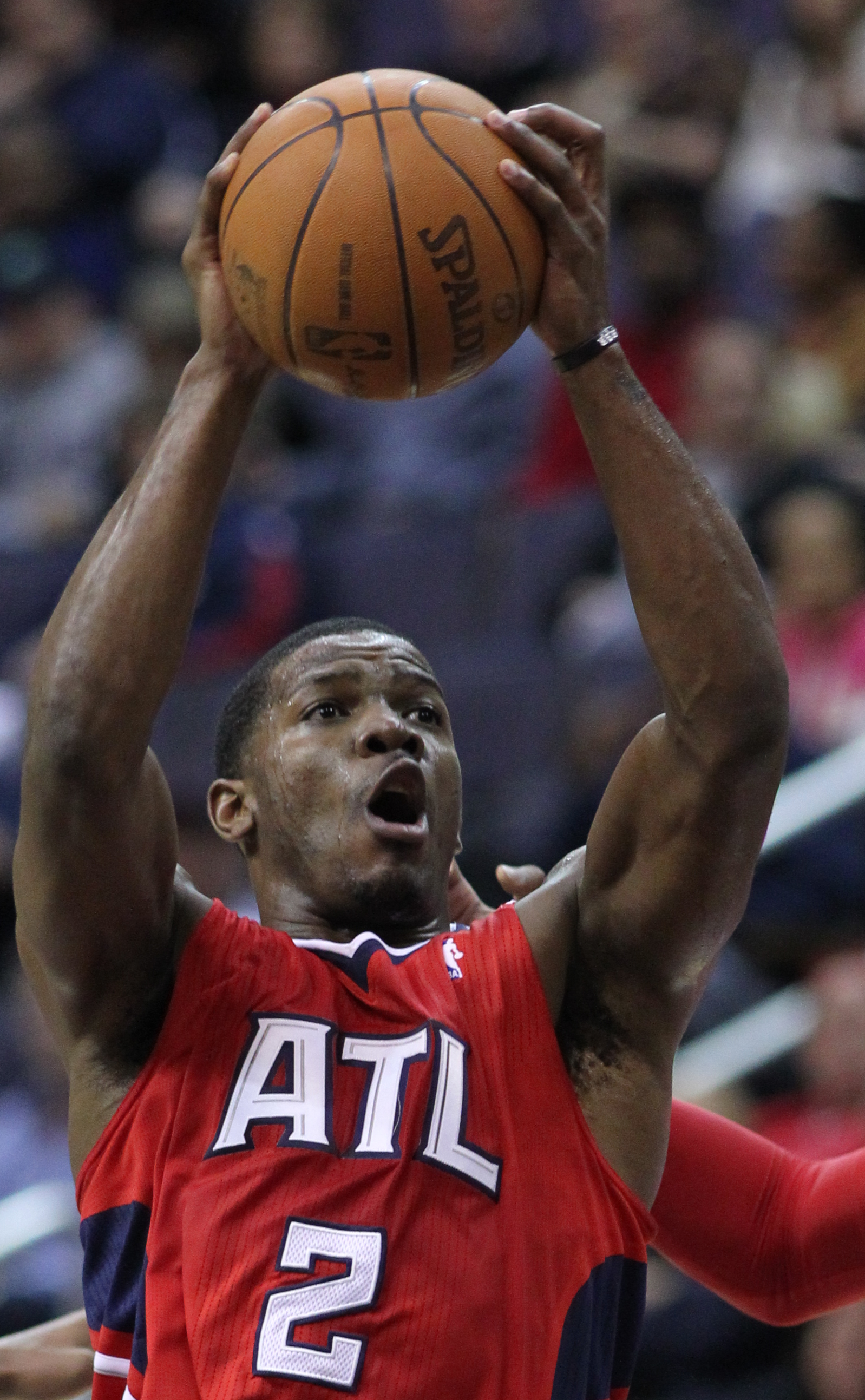
Joe Johnson

#### Era Joe Johnson
Nell'estate 2005 gli Hawks ottengono Joe Johnson dai Phoenix Suns in cambio di Boris Diaw e una futura prima scelta. Firmano anche Zaza Pachulia dai Milwaukee Bucks. Questi cambiamenti avvennero dopo una lite tra i proprietari iniziata tre settimane prima dei trasferimenti stessi.
Speranza e riscatto sembrano essere in vista agli Hawks nel 2007. Con la terza scelta al draft 2007 selezionano Al Horford. Horford mantiene una media quasi da doppia doppia ed è l'unica scelta unanime per l'All-Rookie Team, oltre ad essere il favorito per il Rookie of the Year. La stagione inizia con una vittoria contro i Dallas Mavericks per 101-94, segnale di speranza per i tifosi degli Hawks. L'ultima vittoria in una gara inaugurale era datata 1998, penultimo anno in cui gli Hawks avevano disputato i play-off.
Per la stagione 2007-08 gli Hawks cambiano i loro colori in blu marina, bianco e rosso, segnando il primo cambiamento di colorazione dai tempi di St. Louis. L'arrivo a metà stagione del playmaker Mike Bibby aumenta le speranze degli Hawks di qualificarsi ai play-off. Al momento del suo arrivo gli Hawks avevano un bilancio di 22-28, dopo il quale hanno vinto 15 partite su 32 e chiudendo con un 37-45. Nonostante il record perdente riescono a disputare i playoff per la prima volta dal 1999. Gli Hawks giocano dei buoni playoff portando i Boston Celtics (poi campioni NBA) a gara-7 e riuscendo a vincere tutte le partite alla Philips Arena, che ospitava per la prima volta partite dei playoff.

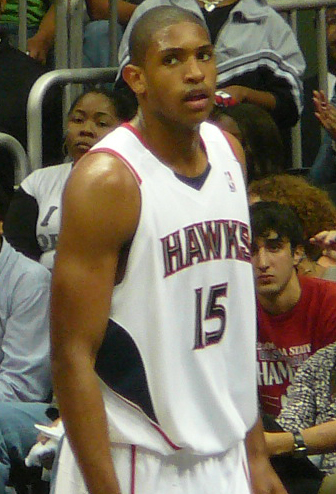
Al Horford

Nella stagione 2008-09 gli Hawks vincono 47 partite chiudendo la prima stagione vincente dal 1999 con una vistosa crescita rispetto all'anno precedente. Ai play-off vanno ancora a gara-7 contro i Miami Heat riuscendo però a vincere e vincendo quindi la prima serie ai play-off dal 1999. Nelle semifinali di Conference vengono distrutti dai Cleveland Cavaliers 4-0.
Nella stagione 2009-10 gli Hawks vincono 53 partite, chiudendo la prima stagione con più di 50 vittorie dal 1997. Horford si guadagna il suo primo All-Star Game venendo convocato insieme a Johnson; era dal 1998 che non venivano convocati due giocatori degli Hawks per un All-Star Game. I Playoff non sono diversi da quelli dell'anno precedente: gli Hawks superano per 4-3 i Milwaukee Bucks venendo poi spazzati via per 4-0 dagli Orlando Magic. A fine stagione l'allenatore Mike Woodson viene licenziato e viene scelto al suo posto Larry Drew.
Gli Hawks fanno un passo indietro nella stagione 2010-11 vincendo solo 44 partite, nonostante la riconferma di Horford e Johnson per l'All-Star Game. A metà stagione gli Hawks cedono Bibby ai Washington Wizards per Kirk Hinrich, nella speranza di trovare un playmaker difensivo per sostituire Bibby. Nel finale di stagione gli Hawks perdono le ultime 6 partite. Ai play-off gli Hawks sconfiggono gli Orlando Magic 4-2 venendo a loro volta sconfitti 4-2 dai Chicago Bulls. Nell'agosto 2011 viene annunciato che l'imprenditore californiano Alex Meruelo stava comprando la quota di maggioranza degli Hawks, ma nel novembre seguente annuncia di aver rinunciato all'acquisto. Nel dicembre 2011 gli Hawks ingaggiano Tracy McGrady, Jerry Stackhouse, Jason Collins, Vladimir Radmanović, Jannero Pargo e Willie Green. Ingaggiano inoltre i rookie Donald Sloan e il ventisettenne Ivan Johnson. Sloan viene svincolato un mese dopo.

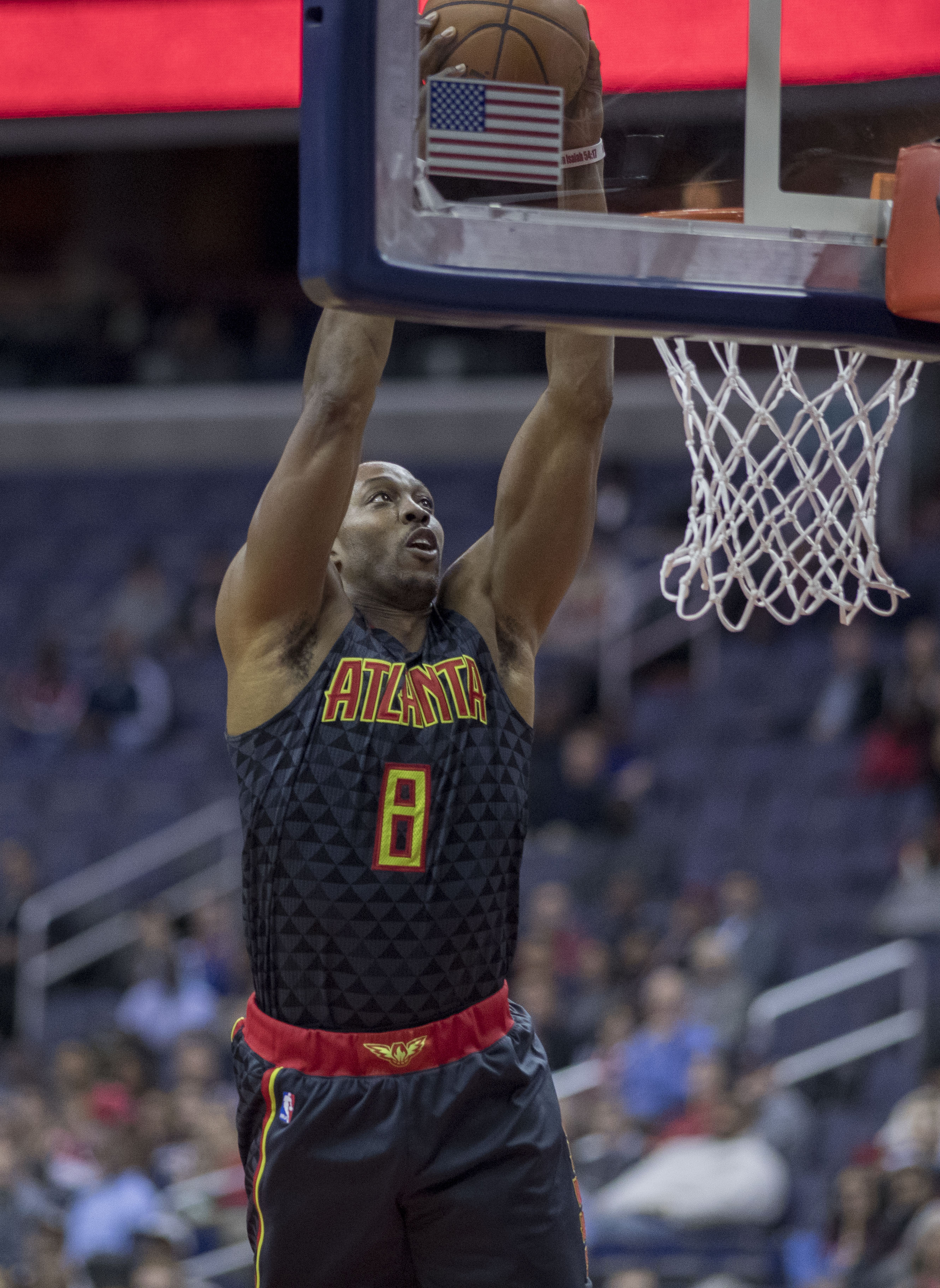
Dwight Howard

Nella stagione 2011-12 gli Hawks si classificano terzi nella Eastern Conference con 44 vittorie, qualificandosi ai Playoff per la quinta stagione consecutiva. Qui vengono però sconfitti per 4-2 dai Boston Celtics chiudendo così la striscia che durava da tre anni di qualificazione al secondo turno.

#### Ricostruzione
Il 25 giugno 2012 gli Hawks ingaggiano il vicepresidente dei San Antonio Spurs Danny Ferry come presidente e direttore generale. Il 2 luglio gli Hawks cedono il capocannoniere e All-Star Johnson ai Brooklyn Nets in cambio di Jordan Farmar, Anthony Morrow, DeShawn Stevenson, Jordan Williams, Johan Petro e una prima scelta al draft 2013. Sempre il 2 luglio 2012 gli Hawks cedono Williams agli Utah Jazz per Devin Harris. Con queste due cessioni gli Hawks si disfano dei due contratti più onerosi in modo da cercare l'ingaggio di Dwight Howard e Chris Paul l'anno successivo. Nonostante l'anno di transizione al quale si preparavano, gli Hawks disputano una stagione ampiamente sopra le attese, chiudendo con un bilancio di 44-38 e la 6ª posizione in Eastern Conference. Ai play-off gli Hawks incontrano gli Indiana Pacers, dai quali vengono sconfitti per 4-2.

#### Il nuovo Logo e le finali di Conference (2013-2017)
In vista della stagione successiva l'allenatore Drew, nonostante gli ottimi risultati, non viene riconfermato e al suo posto viene ingaggiato Mike Budenholzer, storico assistente allenatore di Gregg Popovich ai San Antonio Spurs, con i quali ha vinto 4 titoli NBA. Prima dell'inizio del periodo di trattative Paul rinnova con i Los Angeles Clippers; gli Hawks tentano di fare allora un'offerta ad Howard, ma il giocatore decide di firmare con gli Houston Rockets. Falliti gli ingaggi dei due obbiettivi principali, gli Hawks firmano come lungo Paul Millsap. Per rafforzare la panchina viene inoltre ingaggiato il veterano Elton Brand (2 volte All-Star e Rookie of the Year nel 2000). Atlanta inizia la stagione 2014-15 con 5 vittorie e 3 sconfitte. Dopo la sconfitta in doppio overtime con gli Charlotte Hornets, punita da una tripla allo scadere di Lance Stephenson, Atlanta infila una serie di 4 vittorie battendo 2 volte i New York Knicks di Carmelo Anthony e i Miami Heat privi di Dwyane Wade

Logo della squadra utilizzato fino al 2015

Battendo gli Oklahoma Thunder il 23 gennaio 2015, gli Atlanta Hawks battono il record di franchigia di serie di vittorie consecutive, mettendo una striscia di 15 vittorie consecutive (record precedente era 14), che si allungerà fino a 19. Per la prima volta nella storia della NBA il quintetto iniziale degli Atlanta Hawks viene nominato NBA Player of the Week nella Eastern Conference. La Regular Season vede gli Hawks autori del miglior record a East (60-22) accedendo ai Playoffs come testa di serie. Al primo turno Atlanta si vede opposta Brooklyn, che viene eliminata per 4-2. Atlanta accede così alle semifinali di Conference battendo i Washington Wizard di John Wall ancora per 4-2, permettendo agl'Hawks di accedere alle finali di Conference dopo 46 anni dove ad attenderli ci saranno i Cleveland Cavs di LeBron James. La serie si rivelerà a senso unico con i Cavs che vinceranno la serie per 4-0 negando così l'accesso alle Finals alla squadra di Atlanta.

il nuovo logo attivo dal 2015

Per la stagione 2015-16 viene presentato un nuovo logo, nuovo nome e nuovi colori sociali. Viene infatti sostituito il falco ad ali spiegate da un restyling dello storico "pac-man" logo in uso dal 1972 al 1995, mentre il nome viene modificato in Atlanta Hawks Basketball Club. Con questo restyling la franchigia modifica anche i colori, il blu, che era abbinato al bianco e rosso viene sostituito dal verde acido. Nonostante la perdita del loro miglior difensore DeMarre Carroll direzione Toronto Raptors, e pronostici che davano gl'Hawks ai Playoffs con uno degl'ultimi posti, Atlanta chiude la stagione regolare al quarto posto, eliminando i Celtics al primo turno, tuttavia nel loro camino verso le finali di conference si imbattono ancora nei Cavaliers, nella riedizione della finale dell'est dell'anno prima, l'esito sarà lo stesso dell'anno prima, 4-0 per Cleveland.
Durante l'estate del 2016, Atlanta è costretta a un nuovo rebuilding, perde infatti free agent, due giocatori che negl'ultimi anni erano due stelle della squadra, il playmaker Jeff Teague lascia la Georgia per i Pacers e il centro Al Horford si accasa ai Celtics, tuttavia in entrata arriva il centro Dwight Howard, considerato fino a qualche anno prima uno dei migliori interpreti nel suo ruolo.
Vista però la magra stagione successiva (sesto posto ed eliminazione al primo turno dei playoff dai Wizard), durante l'estate 2017 gli Hawks completeranno la rebuilding, cedendo Howard agli Hornets e gli ultimi due All Star rimasti dalla notevole stagione del 2015: Kyle Korver ai Cavaliers e Paul Millsap ai Nuggets.
Al Draft 2018 gli Hawks scelgono lo sloveno Luka Dončić, ma lo girano subito ai Dallas Mavericks ricevendo in cambio Trae Young ed una futura prima scelta. Il 21 ottobre 2018, nella vittoria contro i Cleveland Cavaliers, con 35 punti e 11 assist, il giovane prospetto uscito da Oklahoma diventa uno dei pochi rookie a riuscire a fare almeno 35 punti e 10 assist nella prima stagione in NBA.

## Arene di gioco
- Buffalo Memorial Auditorium 1946
- Wharton Field House 1946–51
- Milwaukee Arena 1951–55

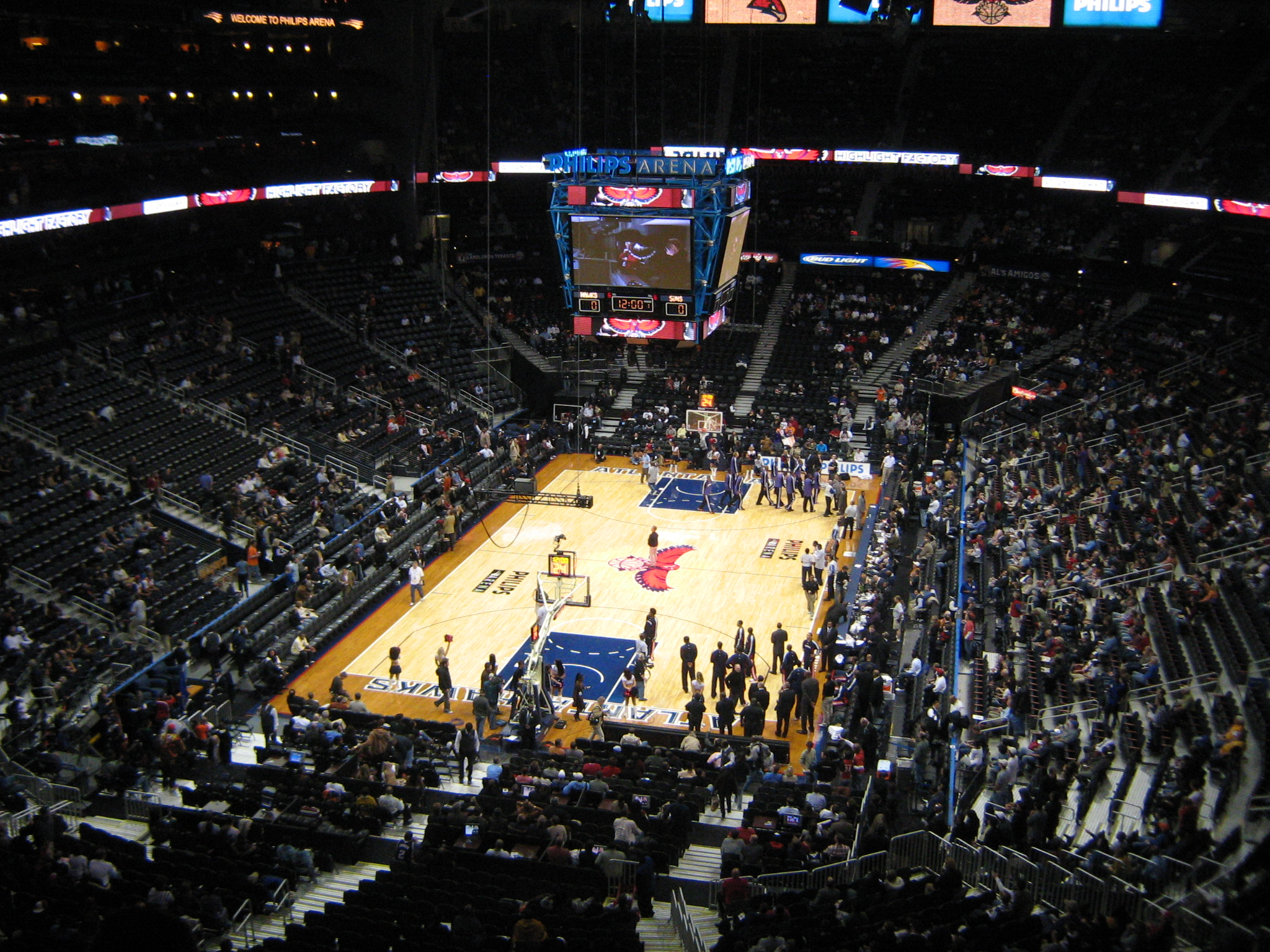
State Farm Arena

- Kiel Auditorium 1955–68 (occasionalmente anche la St. Louis Arena)
- Alexander Memorial Coliseum 1968–72 e 1997–99
- Omni Coliseum 1972–97
- Georgia Dome 1997–99 (occasionalmente anche l'Alexander Memorial Coliseum)
- State Farm Arena 1999–presente (denominata Philips Arena fino al 2018)

## Record stagione per stagione
| Campione NBA | Campione di Division (Playoffs)/Conference | Campione di Division |

| Stagione                                   | V                                          | P                                          | %                                          | Play-off                                                                                             | Risultati                                                                                          |
| Buffalo Bisons/Tri-Cities Blackhawks (NBL) | Buffalo Bisons/Tri-Cities Blackhawks (NBL) | Buffalo Bisons/Tri-Cities Blackhawks (NBL) | Buffalo Bisons/Tri-Cities Blackhawks (NBL) | Buffalo Bisons/Tri-Cities Blackhawks (NBL)                                                           | Buffalo Bisons/Tri-Cities Blackhawks (NBL)                                                         |
| ------------------------------------------ | ------------------------------------------ | ------------------------------------------ | ------------------------------------------ | --- | -------------------------------------------------------------------------------------------------- |
| 1946-47                                    | 19                                         | 25                                         | .432                                       | | |
| Tri-Cities Blackhawks (NBL)                |                                            |                                            |                                            | | |
| 1947-48                                    | 30                                         | 30                                         | .500                                       | Vincono il primo round Perdono le semifinali                                                         | Tri-Cities 3, Indianapolis 1 Minneapolis 2, Tri-Cities 0                                           |
| 1948-49                                    | 36                                         | 28                                         | .563                                       | Vincono il primo round Perdono le semifinali                                                         | Tri-Cities 2, Sheboygan 0 Oshkosh 3, Tri-Cities 1                                                  |
| Totale NBL                                 | 85                                         | 83                                         | .506                                       | | |
| Playoffs NBL                               | 6                                          | 6                                          | .500                                       | | |
| Tri-Cities Blackhawks (NBA)                |                                            |                                            |                                            | | |
| 1949-50                                    | 29                                         | 35                                         | .453                                       | Perdono le semifinali di Division                                                                    | Anderson 2, Tri-Cities 1                                                                           |
| 1950-51                                    | 25                                         | 43                                         | .368                                       | | |
| Milwaukee Hawks (NBA)                      |                                            |                                            |                                            | | |
| 1951-52                                    | 17                                         | 49                                         | .258                                       | | |
| 1952-53                                    | 27                                         | 44                                         | .380                                       | | |
| 1953-54                                    | 21                                         | 51                                         | .292                                       | | |
| 1954-55                                    | 26                                         | 46                                         | .361                                       | | |
| St. Louis Hawks (NBA)                      |                                            |                                            |                                            | | |
| 1955-56                                    | 33                                         | 39                                         | .458                                       | Perdono Tiebreaker 2º posto Division Vincono le semifinali di Division Perdono le finali di Division | Minneapolis 1, St.Louis 0 St. Louis 2, Minneapolis 1 Ft. Wayne 3, St. Louis 2                      |
| 1956-57                                    | 34                                         | 38                                         | .472                                       | Vincono Tiebreakers 1º posto Division Vincono le finali di Division Perdono le finali NBA            | St.Louis 1, Ft. Wayne 0 St.Louis 1, Minneapolis 0 St. Louis 3, Minneapolis 0 Boston 4, St. Louis 3 |
| 1957-58                                    | 41                                         | 31                                         | .569                                       | Vincono le finali di Division Vincono le finali NBA                                                  | St. Louis 4, Ft. Wayne 1 St. Louis 4, Boston 2                                                     |
| 1958-59                                    | 49                                         | 23                                         | .681                                       | Perdono le finali di Division                                                                        | Minneapolis 4, St. Louis 2                                                                         |
| 1959-60                                    | 46                                         | 29                                         | .613                                       | Vincono le finali di Division Perdono le finali NBA                                                  | St. Louis 4, Minneapolis 3 Boston 4, St. Louis 3                                                   |
| 1960-61                                    | 51                                         | 28                                         | .646                                       | Vincono le finali di Division Perdono le finali NBA                                                  | St. Louis 4, Minneapolis 3 Boston 4, St. Louis 1                                                   |
| 1961-62                                    | 29                                         | 51                                         | .363                                       | | |
| 1962-63                                    | 48                                         | 32                                         | .600                                       | Vincono le semifinali di Division Perdono le finali di Division                                      | St. Louis 3, Ft. Wayne 1 Los Angeles 4, St. Louis 3                                                |
| 1963-64                                    | 46                                         | 34                                         | .575                                       | Vincono le semifinali di Division Perdono le finali di Division                                      | St. Louis 3, Los Angeles 2 San Francisco 4, St. Louis 3                                            |
| 1964-65                                    | 45                                         | 35                                         | .563                                       | Perdono le semifinali di Division                                                                    | Baltimore 3, St. Louis 1                                                                           |
| 1965-66                                    | 36                                         | 44                                         | .450                                       | Vincono le semifinali di Division Perdono le finali di Division                                      | St. Louis 3, Baltimore 0 Los Angeles 4, St. Louis 3                                                |
| 1966-67                                    | 39                                         | 42                                         | .481                                       | Vincono le semifinali di Division Perdono le finali di Division                                      | St. Louis 3, Chicago 0 San Francisco 4, St. Louis 2                                                |
| 1967-68                                    | 56                                         | 26                                         | .683                                       | Perdono le semifinali di Division                                                                    | San Francisco 4, St. Louis 2                                                                       |
| Atlanta Hawks (NBA)                        |                                            |                                            |                                            | | |
| 1968-69                                    | 48                                         | 34                                         | .585                                       | Vincono le semifinali di Division Perdono le finali di Division                                      | Atlanta 4, San Diego 2 Los Angeles 4, Atlanta 1                                                    |
| 1969-70                                    | 48                                         | 34                                         | .585                                       | Vincono le semifinali di Division Perdono le finali di Division                                      | Atlanta 4, Chicago 1 Los Angeles 4, Atlanta 0                                                      |
| 1970-71                                    | 36                                         | 46                                         | .439                                       | Perdono le semifinali di Conference                                                                  | New York 4, Atlanta 1                                                                              |
| 1971-72                                    | 36                                         | 46                                         | .439                                       | Perdono le semifinali di Conference                                                                  | Boston 4, Atlanta 2                                                                                |
| 1972-73                                    | 46                                         | 36                                         | .561                                       | Perdono le semifinali di Conference                                                                  | Boston 4, Atlanta 2                                                                                |
| 1973-74                                    | 35                                         | 47                                         | .427                                       | | |
| 1974-75                                    | 31                                         | 51                                         | .378                                       | | |
| 1975-76                                    | 29                                         | 53                                         | .354                                       | | |
| 1976-77                                    | 31                                         | 51                                         | .378                                       | | |
| 1977-78                                    | 41                                         | 41                                         | .500                                       | Perdono il primo round                                                                               | Washington 2, Atlanta 0                                                                            |
| 1978-79                                    | 46                                         | 36                                         | .561                                       | Vincono il primo round Perdono le semifinali di Conference                                           | Atlanta 2, Houston 0 Washington 4, Atlanta 3                                                       |
| 1979-80                                    | 50                                         | 32                                         | .610                                       | Perdono le semifinali di Conference                                                                  | Philadelphia 4, Atlanta 1                                                                          |
| 1980-81                                    | 31                                         | 51                                         | .378                                       | | |
| 1981-82                                    | 42                                         | 40                                         | .512                                       | Perdono il primo round                                                                               | Philadelphia 2, Atlanta 0                                                                          |
| 1982-83                                    | 43                                         | 39                                         | .524                                       | Perdono il primo round                                                                               | Boston 2, Atlanta 1                                                                                |
| 1983-84                                    | 40                                         | 42                                         | .488                                       | Perdono il primo round                                                                               | Milwaukee 3, Atlanta 2                                                                             |
| 1984-85                                    | 34                                         | 48                                         | .415                                       | | |
| 1985-86                                    | 50                                         | 32                                         | .610                                       | Vincono il primo round Perdono le semifinali di Conference                                           | Atlanta 3, Detroit 1 Boston 4, Atlanta 1                                                           |
| 1986-87                                    | 57                                         | 25                                         | .695                                       | Vincono il primo round Perdono le semifinali di Conference                                           | Atlanta 3, Indiana 1 Detroit 4, Atlanta 1                                                          |
| 1987-88                                    | 50                                         | 32                                         | .610                                       | Vincono il primo round Perdono le semifinali di Conference                                           | Atlanta 3, Milwaukee 2 Boston 4, Atlanta 3                                                         |
| 1988-89                                    | 52                                         | 30                                         | .634                                       | Perdono il primo round                                                                               | Milwaukee 3, Atlanta 2                                                                             |
| 1989-90                                    | 41                                         | 41                                         | .500                                       | | |
| 1990-91                                    | 43                                         | 39                                         | .524                                       | Perdono il primo round                                                                               | Detroit 3, Atlanta 2                                                                               |
| 1991-92                                    | 38                                         | 44                                         | .463                                       | | |
| 1992-93                                    | 43                                         | 39                                         | .524                                       | Perdono il primo round                                                                               | Chicago 3, Atlanta 0                                                                               |
| 1993-94                                    | 57                                         | 25                                         | .695                                       | Vincono il primo round Perdono le semifinali di Conference                                           | Atlanta 3, Miami 2 Indiana 4, Atlanta 2                                                            |
| 1994-95                                    | 42                                         | 40                                         | .512                                       | Perdono il primo round                                                                               | Indiana 3, Atlanta 0                                                                               |
| 1995-96                                    | 46                                         | 36                                         | .561                                       | Vincono il primo round Perdono le semifinali di Conference                                           | Atlanta 3, Indiana 2 Orlando 4, Atlanta 1                                                          |
| 1996-97                                    | 56                                         | 26                                         | .683                                       | Vincono il primo round Perdono le semifinali di Conference                                           | Atlanta 3, Detroit 2 Chicago 4, Atlanta 1                                                          |
| 1997-98                                    | 50                                         | 32                                         | .610                                       | Perdono il primo round                                                                               | Charlotte 3, Atlanta 1                                                                             |
| 1998-99                                    | 31                                         | 19                                         | .620                                       | Vincono il primo round Perdono le semifinali di Conference                                           | Atlanta 3, Detroit 2 New York 4, Atlanta 0                                                         |
| 1999-00                                    | 28                                         | 54                                         | .341                                       | | |
| 2000-01                                    | 25                                         | 57                                         | .305                                       | | |
| 2001-02                                    | 33                                         | 49                                         | .402                                       | | |
| 2002-03                                    | 35                                         | 47                                         | .427                                       | | |
| 2003-04                                    | 28                                         | 54                                         | .341                                       | | |
| 2004-05                                    | 13                                         | 69                                         | .188                                       | | |
| 2005-06                                    | 26                                         | 56                                         | .317                                       | | |
| 2006-07                                    | 30                                         | 52                                         | .366                                       | | |
| 2007-08                                    | 37                                         | 45                                         | .451                                       | Perdono il primo round                                                                               | Boston 4, Atlanta 3                                                                                |
| 2008-09                                    | 47                                         | 35                                         | .573                                       | Vincono il primo round Perdono le semifinali di Conference                                           | Atlanta 4, Miami 3 Cleveland 4, Atlanta 0                                                          |
| 2009-10                                    | 53                                         | 29                                         | .646                                       | Vincono il primo round Perdono le semifinali di Conference                                           | Atlanta 4, Milwaukee 3 Orlando 4, Atlanta 0                                                        |
| 2010-11                                    | 44                                         | 38                                         | .537                                       | Vincono il primo round Perdono le semifinali di Conference                                           | Atlanta 4, Orlando 2 Chicago 4, Atlanta 2                                                          |
| 2011-12                                    | 40                                         | 26                                         | .606                                       | Perdono il primo round                                                                               | Boston 4, Atlanta 2                                                                                |
| 2012-13                                    | 44                                         | 38                                         | .537                                       | Perdono il primo round                                                                               | Indiana 4, Atlanta 2                                                                               |
| 2013-14                                    | 38                                         | 44                                         | .463                                       | Perdono il primo round                                                                               | Indiana 4, Atlanta 3                                                                               |
| 2014-15                                    | 60                                         | 22                                         | .720                                       | Vincono il primo round Vincono le semifinali di Conference Perdono le finali di Conference           | Atlanta 4, Brooklyn 2 Atlanta 4, Washington 2 Cleveland 4, Atlanta 0                               |
| 2015-16                                    | 48                                         | 34                                         | .585                                       | Vincono il primo round Perdono le semifinali di Conference                                           | Atlanta 4, Boston 2 Cleveland 4, Atlanta 0                                                         |
| 2016-17                                    | 43                                         | 39                                         | .524                                       | Perdono il primo round                                                                               | Washington 4, Atlanta 2                                                                            |
| 2017-18                                    | 24                                         | 58                                         | .293                                       | | |
| 2018-19                                    | 29                                         | 53                                         | .354                                       | | |
| 2019-20                                    | 20                                         | 47                                         | .299                                       | | |
| 2020-21                                    | 41                                         | 31                                         | .569                                       | Vincono il primo round Vincono le semifinali di Conference Perdono le finali di Conference           | Atlanta 4, New York 1 Atlanta 4, Philadelphia 3 Milwaukee 4, Atlanta 2                             |
| 2021-22                                    | 43                                         | 39                                         | .524                                       | Vincono il Play-in Game 9-10 Vincono il Play-in Game 8-9 Perdono il primo round                      | Atlanta 1, Charlotte 0 Atlanta 1, Cleveland 0 Miami 4, Atlanta 1                                   |
| 2022-23                                    | 41                                         | 41                                         | .500                                       | Vincono il Play-in Game 7-8 Perdono il primo round                                                   | Atlanta 1, Miami 0 Boston 4, Atlanta 2                                                             |
| 2023-24                                    | 36                                         | 46                                         | .439                                       | Perdono il Play-in Game 9-10                                                                         | Chicago 1, Atlanta 0                                                                               |
| 2024-25                                    | 40                                         | 42                                         | .488                                       | Perdono il Play-in Game 7-8 Perdono il Play-in Game 8-9                                              | Orlando 1, Atlanta 0 Miami 1, Atlanta 0                                                            |
| Totale NBA                                 | 2967                                       | 3052                                       | .493                                       | | |
| Playoffs NBA                               | 168                                        | 222                                        | .431                                       | 1 Titolo NBA                                                                                         | 1 Titolo NBA                                                                                       |

## Squadra attuale
| \| Pos. \| Num. \| Naz. \| Nome \| Altezza \| Peso \| Data nascita \| Provenienza \| \| ----- \| ---- \| ---- \| ------------------------- \| ------- \| ------ \| ------------ \| ------------------- \| \| AG \| 0 \| \| Barlow, Dominick \| 206 cm \| 98 kg \| 26-05-2003 \| Dumont HS \| \| AP \| 00 \| \| Toppin, Jacob \| 206 cm \| 93 kg \| 08-05-2000 \| Kentucky \| \| AP \| 1 \| \| Johnson, Jalen \| 203 cm \| 95 kg \| 18-12-2001 \| Duke \| \| P/G \| 2 \| \| Wallace, Keaton \| 191 cm \| 84 kg \| 26-02-1999 \| Texas–San Antonio \| \| G \| 4 \| \| Bufkin, Kobe \| 196 cm \| 88 kg \| 21-09-2003 \| Michigan \| \| G \| 5 \| \| Daniels, Dyson \| 198 cm \| 90 kg \| 17-03-2003 \| NBA G League Ignite \| \| G \| 7 \| \| Alexander-Walker, Nickeil \| 196 cm \| 93 kg \| 02-10-1998 \| Virginia Tech \| \| AG/C \| 8 \| \| Porziņģis, Kristaps \| 221 cm \| 109 kg \| 02-08-1995 \| Spagna \| \| AP/AG \| 10 \| \| Risacher, Zaccharie \| 206 cm \| 88 kg \| 08-04-2005 \| France \| \| P \| 11 \| \| Young, Trae \| 188 cm \| 81 kg \| 19-09-1998 \| Oklahoma \| \| AG/C \| 14 \| \| Newell, Asa \| 211 cm \| 100 kg \| 05-10-2005 \| Georgia \| \| AG/C \| 17 \| \| Okongwu, Onyeka \| 206 cm \| 111 kg \| 11-12-2000 \| Southern California \| \| AG \| 18 \| \| Gueye, Mouhamed \| 211 cm \| 95 kg \| 09-11-2002 \| Washington State \| \| G \| 24 \| \| Mathews, Garrison \| 196 cm \| 98 kg \| 24-10-1996 \| Lipscomb \| \| P/G \| 27 \| \| Krejčí, Vit \| 203 cm \| 88 kg \| 19-06-2000 \| Rep. Ceca \| \| G \| 29 \| \| Plowden, Daeqwon \| 198 cm \| 98 kg \| 29-08-1998 \| Bowling Green \| \| G \| \| \| Kennard, Luke \| 196 cm \| 91 kg \| 24-06-1996 \| Duke \| | Allenatore - Quin Snyder Assistente/i - Brittni Donaldson - Matt Hill - Steve Kiel - Ryan Schmidt - Bryan Bailey - Mike Brey Legenda - (C) Capitano - (FA) Free agent - (S) Sospeso - (TW) Contratto Two-way - (GL) Assegnato a squadra G League affiliata - Infortunato Roster • Transazioni · Ultima transazione: 10 luglio 2025 |                        |                           |         |        |              |                     |
| Pos. | Num. | Naz.                   | Nome                      | Altezza | Peso   | Data nascita | Provenienza         |
| AG | 0 | Stati Uniti (bandiera) | Barlow, Dominick          | 206 cm  | 98 kg  | 26-05-2003   | Dumont HS           |
| AP | 00 | Stati Uniti (bandiera) | Toppin, Jacob             | 206 cm  | 93 kg  | 08-05-2000   | Kentucky            |
| AP | 1 | Stati Uniti (bandiera) | Johnson, Jalen            | 203 cm  | 95 kg  | 18-12-2001   | Duke                |
| P/G | 2 | Stati Uniti (bandiera) | Wallace, Keaton           | 191 cm  | 84 kg  | 26-02-1999   | Texas–San Antonio   |
| G | 4 | Stati Uniti (bandiera) | Bufkin, Kobe              | 196 cm  | 88 kg  | 21-09-2003   | Michigan            |
| G | 5 | Australia (bandiera)   | Daniels, Dyson            | 198 cm  | 90 kg  | 17-03-2003   | NBA G League Ignite |
| G | 7 | Canada (bandiera)      | Alexander-Walker, Nickeil | 196 cm  | 93 kg  | 02-10-1998   | Virginia Tech       |
| AG/C | 8 | Lettonia (bandiera)    | Porziņģis, Kristaps       | 221 cm  | 109 kg | 02-08-1995   | Spagna              |
| AP/AG | 10 | Francia (bandiera)     | Risacher, Zaccharie       | 206 cm  | 88 kg  | 08-04-2005   | France              |
| P | 11 | Stati Uniti (bandiera) | Young, Trae               | 188 cm  | 81 kg  | 19-09-1998   | Oklahoma            |
| AG/C | 14 | Stati Uniti (bandiera) | Newell, Asa               | 211 cm  | 100 kg | 05-10-2005   | Georgia             |
| AG/C | 17 | Stati Uniti (bandiera) | Okongwu, Onyeka           | 206 cm  | 111 kg | 11-12-2000   | Southern California |
| AG | 18 | Senegal (bandiera)     | Gueye, Mouhamed           | 211 cm  | 95 kg  | 09-11-2002   | Washington State    |
| G | 24 | Stati Uniti (bandiera) | Mathews, Garrison         | 196 cm  | 98 kg  | 24-10-1996   | Lipscomb            |
| P/G | 27 | Rep. Ceca (bandiera)   | Krejčí, Vit               | 203 cm  | 88 kg  | 19-06-2000   | Rep. Ceca           |
| G | 29 | Stati Uniti (bandiera) | Plowden, Daeqwon          | 198 cm  | 98 kg  | 29-08-1998   | Bowling Green       |
| G | | Stati Uniti (bandiera) | Kennard, Luke             | 196 cm  | 91 kg  | 24-06-1996   | Duke                |

## Giocatori

### Membri della Basketball Hall of Fame
- Walt Bellamy
- Cliff Hagan
- Moses Malone
- Pete Maravich
- Dikembe Mutombo
- Bob Pettit
- Lenny Wilkens
- Dominique Wilkins

### Numeri ritirati
- 9 Bob Pettit, G, 1954-1965
- 17 Ted Turner, proprietario, 1977-2004
- 21 Dominique Wilkins, F, 1982-1994
- 23 Lou Hudson, F-G, 1966-1977
- 40 Jason Collier, C, 2003-2005
- 44 Pete Maravich, G, 1970-1974
- 55 Dikembe Mutombo, C, 1996-2000

## Leader di franchigia
Dati aggiornati al 28 dicembre 2023.
| Presenze 1. Dominique Wilkins: 882 2. Tree Rollins: 814 3. Bob Pettit: 792 4. Kevin Willis: 753 5. Cliff Hagan: 745 6. Lou Hudson: 730 7. Jon Koncak: 717 8. Bill Bridges: 683 9. Josh Smith: 676 10. Eddie Johnson: 619 Assist 1. Doc Rivers: 3.866 2. Mookie Blaylock: 3.764 3. Trae Young: 3.601 4. Eddie Johnson: 3.207 5. Lenny Wilkens: 3.049 6. Jeff Teague: 2.771 7. Joe Johnson: 2.653 8. Bob Pettit: 2.369 9. Dominique Wilkins: 2.321 10. Cliff Hagan: 2.242 | Punti 1. Dominique Wilkins: 23.292 2. Bob Pettit: 20.880 3. Lou Hudson: 16.049 4. Cliff Hagan: 13.447 5. John Drew: 12.621 6. Joe Johnson: 10.606 7. Kevin Willis: 10.582 8. Josh Smith: 10.371 9. Trae Young: 9.776 10. Eddie Johnson: 9.631 Palle rubate 1. Mookie Blaylock: 1.321 2. Dominique Wilkins: 1.245 3. Doc Rivers: 1.166 4. John Drew: 859 5. Josh Smith: 857 6. Eddie Johnson: 741 7. Jeff Teague: 632 8. Jason Terry: 588 9. Kevin Willis: 581 10. Stacey Augmon: 570 | Rimbalzi 1. Bob Pettit: 12.849 2. Bill Bridges: 8.656 3. Kevin Willis: 7.332 4. Dominique Wilkins: 6.119 5. Tree Rollins: 5.994 6. Zelmo Beaty: 5.622 7. Josh Smith: 5.407 8. Al Horford: 5.144 9. Cliff Hagan: 5.116 10. Dan Roundfield: 4.658 Stoppate 1. Tree Rollins: 2.283 2. Josh Smith: 1.440 3. Dikembe Mutombo: 1.094 4. Jon Koncak: 747 5. Dan Roundfield: 716 6. Al Horford: 697 7. Dominique Wilkins: 588 8. Theo Ratliff: 436 9. Kevin Willis: 425 10. John Collins: 377 |

## Allenatori
| Legenda | Legenda                                                      |
| ------- | ------------------------------------------------------------ |
| PA      | Partite allenate                                             |
| V       | Vittorie                                                     |
| S       | Sconfitte                                                    |
| V%      | Percentuale di vittorie                                      |
|         | Ha trascorso l'intera sua carriera da allenatore con i Hawks |
|         | Eletto nella Basketball Hall of Fame                         |

Note: Statistiche aggiornate a fine stagione 2024-2025. La lista non include le stagioni NBL.
| Buffalo Bisons/Tri-Cities Blackhawks (NBL) |                    |           |     |     |     |      |    |    |    |      |                                                                        |        |
| 1                                          | Nat Hickey         | 1946–1947 | 64  | 27  | 37  | .422 | —  | —  | —  | —    |                                                                        |        |
| 2                                          | Bobby McDermott    | 1947–1949 | 85  | 47  | 38  | .553 | 6  | 3  | 3  | .500 |                                                                        |        |
| 3                                          | Roger Potter       | 1949      | 19  | 11  | 8   | .579 | 6  | 3  | 3  | .500 |                                                                        |        |
| Tri-Cities Blackhawks (NBA)                |                    |           |     |     |     |      |    |    |    |      |                                                                        |        |
| —                                          | Roger Potter       | 1949      | 7   | 1   | 6   | .143 | —  | —  | —  | —    |                                                                        | [ 6 ]  |
| 4                                          | Red Auerbach       | 1949–1950 | 57  | 28  | 29  | .491 | 3  | 1  | 2  | .333 | Nella top 10 allenatori della storia NBA                               |        |
| 5                                          | Dave MacMillan     | 1950      | 23  | 9   | 14  | .391 | —  | —  | —  | —    |                                                                        | [ 8 ]  |
| 6                                          | Johnny Logan       | 1950      | 3   | 2   | 1   | .667 | —  | —  | —  | —    |                                                                        | [ 10 ] |
| 7                                          | Mike Todorovich    | 1950–1951 | 42  | 14  | 28  | .333 | —  | —  | —  | —    |                                                                        | [ 11 ] |
| Milwaukee Hawks (NBA)                      |                    |           |     |     |     |      |    |    |    |      |                                                                        |        |
| 8                                          | Doxie Moore        | 1951–1952 | 66  | 17  | 49  | .258 | —  | —  | —  | —    |                                                                        | [ 12 ] |
| 9                                          | Andrew Levane      | 1952–1954 | 117 | 38  | 79  | .325 | —  | —  | —  | —    |                                                                        | [ 14 ] |
| 10                                         | Red Holzman        | 1954–1955 | 98  | 36  | 62  | .367 | —  | —  | —  | —    | Nella top 10 allenatori della storia NBA                               |        |
| St. Louis Hawks (NBA)                      |                    |           |     |     |     |      |    |    |    |      |                                                                        |        |
| —                                          | Red Holzman        | 1955–1956 | 105 | 47  | 58  | .448 | 9  | 4  | 5  | .444 | Nella top 10 allenatori della storia NBA                               |        |
| 11                                         | Slater Martin      | 1957      | 8   | 5   | 3   | .625 | —  | —  | —  | —    |                                                                        | [ 16 ] |
| 12                                         | Alex Hannum        | 1957–1958 | 103 | 56  | 47  | .544 | 23 | 16 | 7  | .696 | 1 titolo NBA (1958)                                                    |        |
| 13                                         | Andy Phillip       | 1958      | 10  | 6   | 4   | .600 | —  | —  | —  | —    |                                                                        | [ 18 ] |
| 14                                         | Ed Macauley        | 1958–1960 | 137 | 89  | 48  | .650 | 20 | 9  | 11 | .450 |                                                                        | [ 20 ] |
| 15                                         | Paul Seymour       | 1960–1961 | 93  | 56  | 37  | .602 | 12 | 5  | 7  | .417 |                                                                        | [ 21 ] |
| —                                          | Andrew Levane      | 1961–1962 | 60  | 20  | 40  | .333 | —  | —  | —  | —    |                                                                        | [ 14 ] |
| 16                                         | Bob Pettit         | 1962      | 6   | 4   | 2   | .667 | —  | —  | —  | —    |                                                                        | [ 22 ] |
| 17                                         | Harry Gallatin     | 1962–1964 | 193 | 111 | 82  | .575 | 23 | 12 | 11 | .522 | 1962–63 NBA Coach of the Year                                          | [ 24 ] |
| 18                                         | Richie Guerin      | 1964–1968 | 290 | 159 | 131 | .548 | 29 | 14 | 15 | .483 | 1967–68 NBA Coach of the Year                                          | [ 25 ] |
| Atlanta Hawks (NBA)                        |                    |           |     |     |     |      |    |    |    |      |                                                                        |        |
| —                                          | Richie Guerin      | 1968–1972 | 328 | 168 | 160 | .512 | 31 | 12 | 19 | .387 | 1967–68 NBA Coach of the Year                                          | [ 25 ] |
| 19                                         | Cotton Fitzsimmons | 1972–1976 | 320 | 140 | 180 | .438 | 6  | 2  | 4  | .333 |                                                                        | [ 26 ] |
| 20                                         | Bumper Tormohlen   | 1976      | 8   | 1   | 7   | .125 | —  | —  | —  | —    |                                                                        | [ 27 ] |
| 21                                         | Hubie Brown        | 1976–1981 | 407 | 199 | 208 | .489 | 16 | 6  | 10 | .375 | 1977–78 NBA Coach of the Year                                          | [ 28 ] |
| 22                                         | Mike Fratello      | 1981      | 3   | 0   | 3   | .000 | —  | —  | —  | —    |                                                                        | [ 29 ] |
| 23                                         | Kevin Loughery     | 1981–1984 | 164 | 85  | 79  | .518 | 5  | 1  | 4  | .200 |                                                                        | [ 30 ] |
| —                                          | Mike Fratello      | 1984–1990 | 574 | 324 | 250 | .564 | 40 | 18 | 22 | .450 | 1985–86 NBA Coach of the Year                                          | [ 29 ] |
| 24                                         | Bob Weiss          | 1990–1993 | 246 | 124 | 122 | .504 | 8  | 2  | 6  | .250 |                                                                        | [ 31 ] |
| 25                                         | Lenny Wilkens      | 1993–2000 | 542 | 310 | 232 | .572 | 47 | 17 | 30 | .362 | 1993–94 NBA Coach of the Year nella top 10 allenatori della storia NBA |        |
| 26                                         | Lon Kruger         | 2000–2002 | 191 | 69  | 122 | .361 | —  | —  | —  | —    |                                                                        | [ 32 ] |
| 27                                         | Terry Stotts       | 2002–2004 | 137 | 52  | 85  | .380 | —  | —  | —  | —    |                                                                        | [ 33 ] |
| 28                                         | Mike Woodson       | 2004–2010 | 492 | 206 | 286 | .419 | 29 | 11 | 18 | .379 |                                                                        | [ 34 ] |
| 29                                         | Larry Drew         | 2010–2013 | 230 | 128 | 102 | .557 | 24 | 10 | 14 | .417 |                                                                        | [ 35 ] |
| 30                                         | Mike Budenholzer   | 2013–2018 | 410 | 213 | 197 | .520 | 29 | 15 | 14 | .517 | 2014–15 NBA Coach of the Year                                          | [ 36 ] |
| 31                                         | Lloyd Pierce       | 2018–2021 | 183 | 63  | 120 | .344 | —  | —  | —  | —    |                                                                        | [ 37 ] |
| 32                                         | Nate McMillan      | 2021–2023 | 179 | 99  | 80  | .553 | 23 | 11 | 12 | .478 |                                                                        |        |
| 33                                         | Quin Snyder        | 2023–     | 185 | 86  | 99  | .465 | 6  | 2  | 4  | .333 |                                                                        |        |

### Membri della Basketball Hall of Fame
- Lenny Wilkens
- Dikembe Mutombo

## Palmarès
- Campionato NBA: 1

1958
- Titoli di Division NBA (Playoffs): 4

1957, 1958, 1960, 1961
- Titoli di Division NBA: 12

1956-1957, 1957-1958, 1958-1959, 1959-1960, 1960-1961, 1967-1968, 1969-1970, 1979-1980, 1986-1987, 1993-1994, 2014-2015, 2020-2021

## Premi e riconoscimenti individuali
NBA Most Valuable Player Award
- Bob Pettit – 1956, 1959

NBA All-Star Game Most Valuable Player Award
- Bob Pettit - 1956, 1958, 1959, 1962

NBA Defensive Player of the Year Award
- Dikembe Mutombo – 1997, 1998

NBA Rookie of the Year Award
- Bob Pettit – 1955

NBA Sixth Man of the Year Award
- Jamal Crawford - 2010

NBA Most Improved Player Award
- Alan Henderson – 1998
- Dyson Daniels – 2025

NBA Coach of the Year Award (record)
- Harry Gallatin – 1963
- Richie Guerin – 1968
- Hubie Brown – 1978
- Mike Fratello – 1986
- Lenny Wilkens – 1994
- Mike Budenholzer – 2015

NBA Executive of the Year Award
- Stan Kasten – 1986, 1987

All-NBA First Team
- Bob Pettit – 1955, 1956, 1957, 1958, 1959, 1960, 1961, 1962, 1963, 1964
- Dominique Wilkins – 1986

All-NBA Second Team
- Frankie Brian – 1951
- Slater Martin – 1957, 1958, 1959
- Cliff Hagan – 1958, 1959
- Bob Pettit – 1965
- Lou Hudson – 1970
- Pete Maravich – 1973
- Dan Roundfield – 1980
- Dominique Wilkins – 1987, 1988, 1991, 1993

All-NBA Third Team
- Dominique Wilkins – 1989
- Kevin Willis – 1992
- Dikembe Mutombo – 1998
- Joe Johnson – 2010
- Al Horford - 2011
- Trae Young – 2022

NBA Slam Dunk Contest
- Dominique Wilkins - 1985, 1990
- Spud Webb - 1986
- Josh Smith - 2005

NBA All-Defensive First Team
- Dan Roundfield – 1980, 1982, 1983
- Tree Rollins – 1984
- Mookie Blaylock – 1994, 1995
- Dikembe Mutombo – 1997, 1998
- Dyson Daniels – 2025

NBA All-Defensive Second Team
- Bill Bridges – 1969, 1970
- Joe Caldwell – 1970
- "Fast Eddie" Johnson – 1979, 1980
- Dan Roundfield – 1981, 1984
- Tree Rollins – 1983
- Mookie Blaylock – 1996, 1997, 1998, 1999
- Dikembe Mutombo – 1999
- Josh Smith – 2010
- Paul Millsap – 2016

NBA Rookie First Team
- Zelmo Beaty – 1963
- Lou Hudson – 1968
- Pete Maravich – 1971
- John Brown – 1974
- John Drew – 1975
- Dominique Wilkins – 1983
- Stacey Augmon – 1992
- Al Horford – 2008
- Trae Young – 2019
- Zaccharie Risacher – 2025

NBA Rookie Second Team
- Jason Terry – 2000
- Josh Childress – 2005
- Josh Smith – 2005
- Marvin Williams – 2006
- John Collins – 2018
- Kevin Huerter – 2019